# یوکی ناکاما
یوکی ناکاما (انگلیسی: Yukie Nakama؛ زادهٔ ۳۰ اکتبر ۱۹۷۹) یک هنرپیشه، و خواننده اهل ژاپن است. از جمله آثاری که ناکاما به عنوان بازیگر و یا صداپیشه در آنها نقش‌آفرینی کرده می‌توان به آئویی توکوگاوا ساندای، اواوکو (مانگا)، اواوکو (مجموعه تلویزیونی)، او! اوکو (فیلم سینمایی)، بازی و حلقه ۰: همزاد اشاره کرد.